# Дэвис, Клиффорд
Клиффорд Элеазар Дэвис (англ. Clifford Eleazar Davis; 23 апреля 1900, Кейптаун, Западно-Капская провинция — 19 октября 1974, Станмор, Большой Лондон) — южноафриканский легкоатлет, выступавший в беге на средние дистанции и беге с препятствиями. Участник летних Олимпийских игр 1924 года.

## Биография
Клиффорд Дэвис родился 23 апреля 1900 года в городе Кейптаун в британской Капской колонии (сейчас в ЮАР).
В 1924 году вошёл в состав сборной ЮАС на летних Олимпийских играх в Париже. В беге на 800 метров занял в четвертьфинальном забеге 4-е место. В беге на 1500 метров не смог завершить полуфинальный забег. Также был заявлен в беге на 3000 метров с препятствиями, но не вышел на старт.
Впоследствии перебрался в Англию, где обучался в Кембриджском университете.
Умер 19 октября 1974 года в британском городе Лондон.

## Семья
Отец — Майкл Дэвис (1868—1932), мать — Лили Фрэнкс (1873—1950).
Жена — Пегги Хейлброн (1912—2005). Вырастили троих детей: сыновей Майкла (?—2003) и Кристофера и дочь Дафну (1936—2002).